# Sophie Thatcher
Sophie Bathsheba Thatcher (sinh ngày 18 tháng 10 năm 2000) là một nữ diễn viên người Mỹ. Cô nổi tiếng với các vai chính trong các bộ phim kinh dị Ông kẹ (2023), Kẻ dị giáo (2024) và Kẻ đồng hành (2025), cũng như loạt phim Yellowjackets của Showtime (2021–nay).

## Thời niên thiếu
Sophie Bathsheba Thatcher sinh ngày 18 tháng 10 năm 2000 tại Chicago, Illinois. Cô theo học tại Trường trung học Evanston Township. Cô lớn lên trong một gia đình theo đạo Mormon, nhưng đã rời khỏi giáo hội. Cô có một người anh trai tên là Alexander, một chị gái tên là Emma và một người chị em sinh đôi giống hệt nhau tên là Ellie. Gia đình cô theo đuổi ngành âm nhạc, cô đã hát trong dàn hợp xướng nhà thờ trong khi mẹ cô chơi piano. Cô lớn lên trong ngành âm nhạc và bắt đầu diễn xuất khi mới bốn tuổi. Cô đã theo học trường nghệ thuật biểu diễn để học nhạc kịch (Học viện Nghệ thuật Chicago) và kinh nghiệm trước ống kính đã khiến cô theo đuổi diễn xuất nhiều hơn là ca hát.

## Sự nghiệp
Thatcher bắt đầu sự nghiệp của mình với vai khách mời trong loạt phim truyện cảnh sát Chicago P.D. (2016), một trong những phần trong loạt phim Chicago. Cùng năm đó, cô xuất hiện trong loạt phim truyền hình kinh dị siêu nhiên The Exorcist của Fox trong vai Regan MacNeil thời trẻ. Trước đó, cô đã đóng vai chính trong một bộ phim ngắn năm 2015 có tên Growing Strong.
Năm 2018, Thatcher lần đầu ra mắt trên màn ảnh rộng trong bộ phim khoa học viễn tưởng Prospect, đóng chung với Pedro Pascal. Bộ phim kể về câu chuyện của một cô gái tuổi teen và cha cô (do Jay Duplass thủ vai), những người du hành đến một mặt trăng của người ngoài hành tinh với hợp đồng khai thác đá quý trong khu rừng độc của mặt trăng. Cô nhận được phần lớn các đánh giá tích cực qua vai diễn xuất của mình.
Năm sau, Thatcher xuất hiện trong The Tomorrow Man, bộ phim đầu tay của đạo diễn Noble Jones. Trong thời gian này, Thatcher đã giành được vai Natalie trong Yellowjackets. Về quá trình này, người sáng tạo Bart Nickerson cho biết bộ phận tuyển diễn viên đã tìm kiếm "một người thực sự phóng khoáng và độc đáo, người có thể đóng cả sự hoang dã và sự yếu đuối". Mặc dù hầu hết các buổi thử vai đều được tổ chức trực tiếp, Thatcher đã nộp một băng thử vai tự ghi âm và được chọn vào vai Natalie trước Juliette Lewis, người đóng vai phiên bản trưởng thành của nhân vật. Tập phim thí điểm đã được bật đèn xanh vào tháng 9 và được quay tại Los Angeles vào tháng 11 năm 2019.

## Đời tư
Thatcher trước đây sống ở khu phố Sherman Oaks và Silver Lake của Los Angeles. Tính đến năm 2025, cô sống ở khu phố Nichols Canyon của Los Angeles với bạn trai Austin Feinstein, nhạc sĩ và thành viên của ban nhạc Slow Hollows.

## Danh sách diễn phim
| Biểu thị các tác phẩm sản xuất điện ảnh chưa được phát hành | Biểu thị các tác phẩm sản xuất điện ảnh chưa được phát hành |

### Phim điện ảnh
| Năm  | Tên phim         | Vai diễn           | Ghi chú       |
| ---- | ---------------- | ------------------ | ------------- |
| 2018 | Prospect         | Cee                |               |
| 2019 | The Tomorrow Man | Jeanine            |               |
| 2022 | Blink            | Mary               | Phim ngắn     |
| 2023 | Ông kẹ           | Sadie Harper       |               |
| 2024 | MaXXXine         | Nghệ sĩ FX         | Vai khách mời |
| 2024 | Kẻ dị giáo       | Ma sơ/Nữ tu Barnes |               |
| 2025 | Kẻ đồng hành     | Iris               |               |

### Phim truyền hình
| Năm          | Tên phim                    | Vai diễn                              | Ghi chú                             |
| ------------ | --------------------------- | ------------------------------------- | ----------------------------------- |
| 2016         | Chicago P.D.                | Carolyn Clifford                      | Tập: "Knocked the Family Right Out" |
| 2016         | The Exorcist                | Regan MacNeil thời trẻ                | 2 tập                               |
| 2018         | Chicago Med                 | Deb                                   | 4 tập                               |
| 2020         | When the Streetlights Go On | Becky Monroe                          | Vai diễn chính                      |
| 2021–present | Yellowjackets               | Natalie "Nat" Scatorccio (Thanh nien) | Vai diễn chính                      |
| 2022         | Cuốn sách của Boba Fett     | Drash                                 | 3 episodes                          |

### Video âm nhạc
| Năm  | Bài hát              | Nghệ sĩ    |
| ---- | -------------------- | ---------- |
| 2022 | "Harness Your Hopes" | Pavement   |
| 2024 | "Black and Blue"     | Chính mình |
| 2024 | "Pivot & Scrape"     | Chính mình |